# Portal (North Dakota)
Portal is een plaats (city) in de Amerikaanse staat North Dakota, en valt bestuurlijk gezien onder Burke County.

## Demografie
Bij de volkstelling in 2000 werd het aantal inwoners vastgesteld op 131.
In 2006 is het aantal inwoners door het United States Census Bureau geschat op 117, een daling van 14 (-10,7%).

## Geografie
Volgens het United States Census Bureau beslaat de plaats een oppervlakte van
1,5 km², geheel bestaande uit land. Portal ligt op ongeveer 596 m boven zeeniveau.

## Plaatsen in de nabije omgeving
De onderstaande figuur toont nabijgelegen plaatsen in een straal van 32 km rond Portal.